# Daddio
Pour plus de détails, voir Fiche technique et Distribution.
Daddio est un film américain réalisé par Christy Hall (en) et sorti en 2023.
Il est présenté en avant-première au festival du film de Telluride puis au festival international du film de Toronto.

## Synopsis
Après avoir atterri à l'aéroport JFK de New York, une jeune femme prend un taxi pour se rendre à son appartement de Manhattan. Pendant le trajet, elle échange avec le chauffeur de taxi, Clark. Ils vont tous deux avoir une conversation étonnamment honnête sur de nombreux sujets parfois très personnels.

## Fiche technique
Sauf indication contraire, les informations mentionnées dans cette section peuvent être confirmées par la base de données cinématographiques IMDb,  présente dans la section « Liens externes ».
- Titre original : Daddio
- Réalisation et scénario : Christy Hall (en)
- Musique : Dickon Hinchliffe
- Décors : n/a
- Costumes : Mirren Gordon-Crozier
- Photographie : Phedon Papamichael
- Montage : Lisa Zeno Churgin
- Production : Ro Donnelly, Terry Dougas, Christy Hall, Dakota Johnson, Paris Kassidokostas-Latsis et Emma Tillinger Koskoff

Producteurs délégués : Jean-Luc De Fanti, Chris Donnelly, John Ira Palmer, Kostas Tsoukalas et Max Work
- Sociétés de production : Rhea Films, First Love Films, TeaTime Pictures, Hercules Film Fund, Raindrop Valley et Projected Picture Works
- Société(s) de distribution : Metropolitan (France)
- Budget : n/a
- Pays de production :  États-Unis
- Langue originale : anglais
- Format : couleur
- Genre : drame, road movie
- Durée : 101 minutes
- Dates de sortie[2] :
  - États-Unis : 1er septembre 2023 (festival de Telluride), 28 juin 2024 (en salles)
  - Canada : 10 septembre 2023 (festival de Toronto)
  - France : 4 décembre 2024[3]
- Classification[4] :
  - États-Unis : R

## Distribution
- Dakota Johnson (VF : Delphine Rivière) : Girlie
- Sean Penn (VF : Emmanuel Karsen) : Clark

## Production
En octobre 2017, Daisy Ridley est annoncée dans un film basé sur un script spéculatif de Christy Hall. Le scénario figure ensuite sur la Black List 2017. En juin 2021, il est finalement révélé que Dakota Johnson remplace Daisy Ridley et que Sean Penn est également confirmé,.
Le tournage a lieu en décembre 2022 à New York et Hoboken dans le New Jersey,.